# Danh sách giải thưởng và đề cử của EXID
Đây là danh sách giải thưởng và đề cử của EXID, nhóm nhạc nữ Hàn Quốc trực thuộc BANANA Culture được thành lập vào năm 2012. Nhóm giành chiến thắng lần đầu tiên trên các chương trình âm nhạc vào ngày 8 tháng 1 năm 2015 với bài hát "Up & Down", 35 tháng kể từ khi ra mắt.

## Hàn Quốc

### Korea Entertainment & Arts Awards (대한민국 연예예술상)
| Năm  | Hạng mục                   | Đề cử cho | Kết quả   |
| ---- | -------------------------- | --------- | --------- |
| 2018 | Best Artist Group (Female) | EXID      | Đoạt giải |

### Korea Assembly Grand Award (대한민국 국회대상)
| Năm  | Hạng mục                                    | Đề cử cho | Kết quả   |
| ---- | ------------------------------------------- | --------- | --------- |
| 2016 | Artist of the year (국회대상 대중음악 부문) | EXID      | Đoạt giải |

### Golden Disk Awards
| Năm  | Hạng mục        | Đề cử cho | Kết quả   |
| ---- | --------------- | --------- | --------- |
| 2016 | Digital Bonsang | EXID      | Đoạt giải |

### Korean Culture and Entertainment Awards
| Năm  | Hạng mục     | Đề cử cho | Kết quả   |
| ---- | ------------ | --------- | --------- |
| 2012 | Rookie Award | EXID      | Đoạt giải |

### Arirang's Simply K-Pop Awards
| Năm  | Hạng mục                      | Đề cử cho | Kết quả   |
| ---- | ----------------------------- | --------- | --------- |
| 2012 | Super Rookie Idol of the Year | EXID      | Đoạt giải |

### Gaon Chart K-Pop Awards
| Năm  | Hạng mục                     | Đề cử cho | Kết quả   |
| ---- | ---------------------------- | --------- | --------- |
| 2015 | Discovery of the Year - 2014 | EXID      | Đoạt giải |

### Cable TV Broadcast Awards
| Năm  | Hạng mục     | Đề cử cho | Kết quả   |
| ---- | ------------ | --------- | --------- |
| 2015 | Star Award's | EXID      | Đoạt giải |

### Seoul Music Awards
| Năm  | Hạng mục                      | Đề cử cho | Kết quả   |
| ---- | ----------------------------- | --------- | --------- |
| 2016 | Bonsang                       | EXID      | Đoạt giải |
| 2016 | High1/Mobile Popularity Award | EXID      | Đề cử     |
| 2016 | Hallyu Special Award          | EXID      | Đề cử     |
| 2018 | Bonsang                       | EXID      | Đề cử     |
| 2018 | Popularity Award              | EXID      | Đề cử     |
| 2018 | Hallyu Special Award          | EXID      | Đề cử     |

### MelOn Music Awards
| Năm  | Hạng mục               | Đề cử cho | Kết quả   |
| ---- | ---------------------- | --------- | --------- |
| 2015 | MBC Music Star Award   | EXID      | Đoạt giải |
| 2015 | Top 10 Artist Award    | Đề cử     |           |
| 2015 | Best Female Dance Song | "Ah Yeah" | Đề cử     |
| 2015 | Song Of The Year       | "Ah Yeah" | Đề cử     |

### Mnet Asian Music Awards
| Năm  | Hạng mục                            | Đề cử cho | Kết quả |
| ---- | ----------------------------------- | --------- | ------- |
| 2015 | Best Dance Performance Female Group | "Ah Yeah" | Đề cử   |
| 2015 | Song of the Year                    | "Ah Yeah" | Đề cử   |

### MBC MusicShow ChampionAwards
| Năm  | Hạng mục                    | Đề cử cho  | Kết quả   |
| ---- | --------------------------- | ---------- | --------- |
| 2015 | Best Champion Songs of 2015 | "Ah Yeah"  | Đoạt giải |
| 2015 | Best Performance - Female   | "Hot Pink" | Đoạt giải |

## Các giải thưởng khác

### YinYueTai V Chart Awards
| Năm  | Hạng mục             | Đề cử cho | Kết quả   |
| ---- | -------------------- | --------- | --------- |
| 2016 | Best Breakout Artist | EXID      | Đoạt giải |

### Sony Music Sales Awards
| Năm  | Hạng mục                                     | Đề cử cho | Kết quả   |
| ---- | -------------------------------------------- | --------- | --------- |
| 2016 | Platinum Disc Certification In Digital Sales | EXID      | Đoạt giải |

## Chương trình âm nhạc

### MnetM! Countdown
| Năm  | Ngày       | Bài hát     |
| ---- | ---------- | ----------- |
| 2015 | 8 tháng 1  | "Up & Down" |
| 2015 | 15 tháng 1 | "Up & Down" |

### KBSMusic Bank
| Năm  | Ngày       | Bài hát     |
| ---- | ---------- | ----------- |
| 2015 | 9 tháng 1  | "Up & Down" |
| 2015 | 16 tháng 1 | "Up & Down" |

### SBSInkigayo
| Năm  | Ngày       | Bài hát     |
| ---- | ---------- | ----------- |
| 2015 | 11 tháng 1 | "Up & Down" |
| 2015 | 26 tháng 4 | "Ah Yeah"   |
| 2015 | 3 tháng 5  | "Ah Yeah"   |
| 2015 | 6 tháng 12 | "Hot Pink"  |
| 2016 | 12 tháng 6 | "L.I.E"     |

### SBSMTVThe Show
| Năm  | Ngày        | Bài hát                 |
| ---- | ----------- | ----------------------- |
| 2015 | 13 tháng 1  | "Up & Down"             |
| 2015 | 21 tháng 4  | "Ah Yeah"               |
| 2016 | 14 tháng 6  | "L.I.E"                 |
| 2016 | 5 tháng 7   | "L.I.E"                 |
| 2017 | 25 tháng 4  | "Night Rather Than Day" |
| 2017 | 2 tháng 5   | "Night Rather Than Day" |
| 2017 | 21 tháng 11 | "DDD"                   |
| 2018 | 10 tháng 4  | "Lady"                  |

### MBCShow Champion
| Năm  | Ngày        | Bài hát                 |
| ---- | ----------- | ----------------------- |
| 2015 | 29 tháng 4  | "Ah Yeah"               |
| 2015 | 6 tháng 5   | "Ah Yeah"               |
| 2015 | 25 tháng 11 | "Hot Pink"              |
| 2016 | 8 tháng 6   | "L.I.E"                 |
| 2017 | 26 tháng 4  | "Night Rather Than Day" |